# Mariela Luisa Real
Mariela Luisa Real (* 22. März 1993) ist eine mexikanische Leichtathletin, die sich auf den Mittelstreckenlauf spezialisiert hat. Sie ist Inhaberin des mexikanischen Landesrekordes im 800-Meter-Lauf.

## Sportliche Laufbahn
Erste internationale Erfahrungen sammelte Mariela Luisa Real im Jahr 2018, als sie bei den Zentralamerika- und Karibikspielen in Barranquilla in 2:05,38 min den siebten Platz im 800-Meter-Lauf belegte. Im Jahr darauf startete sie bei den Panamerikanischen Spielen in Lima und gelangte dort mit 2:04,56 min ebenfalls auf Rang sieben. 2022 kam sie bei den Weltmeisterschaften in Eugene mit 2:03,24 min nicht über die erste Runde über 800 Meter hinaus. Im Jahr darauf schied sie bei den Panamerikanischen Spielen in Santiago de Chile mit 2:08,84 min im Vorlauf aus.
In den Jahren 2018 und 2019 sowie 2021 und 2022 wurde Real mexikanische Meisterin im 800-Meter-Lauf sowie 2017 und 2018 in der 4-mal-400-Meter-Staffel.

## Persönliche Bestleistungen
- 800 Meter: 2:00,92 min, 29. Mai 2021 in Portland (mexikanischer Rekord)
- 1500 Meter: 4:19,47 min, 12. März 2021 in Monterrey